# Bohdan Wrocławski

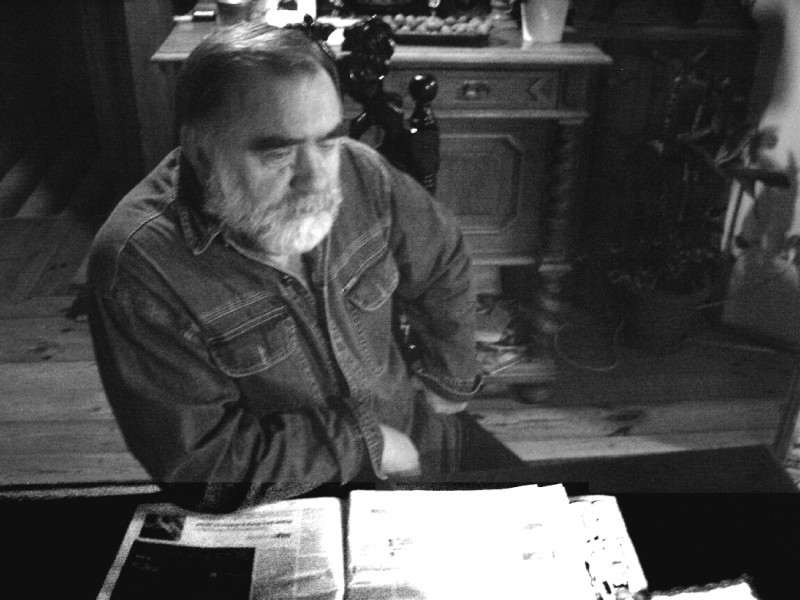
Bohdan Wrocławski

Bohdan Wrocławski (ur. 1944 w Milanówku) – polski poeta, pisarz, dramaturg.

## Życiorys
Debiutował wierszami w 1963. W 1967 ukazała się jego pierwsza książka poetycka Linia Krat. Opublikował wiele tomów wierszy, zdobywając uznanie krytyki i liczne nagrody literackie. Jest także autorem piosenek literackich. Przez kilkanaście lat występował na scenie, prowadził popularny kabaret literacki Ostatnia Zmiana.
Pisze sztuki sceniczne dla dzieci. W 2006 otrzymał nagrodę poetycką UNESCO na „Światowych Dniach Poezji” za tom wierszy zatytułowany Inny Smak Księżyca.
Od września 2010 redaktor naczelny e-Dwutygodnika Literacko-Artystycznego Pisarze.pl.